# بي جي إم-11 ردستون
كان الصاروخ بي جي إم-11 ردستون PGM-11 Redstone أول صاروخ باليستي أمريكي كبير الحجم، من فئة الصواريخ الباليستية قصيرة المدى. كان في الخدمة الفعلية مع جيش الولايات المتحدة في ألمانيا الغربية من يونيو 1958 إلى يونيو 1964 كجزء من دفاع حلف شمال الأطلسي في أوروبا الغربية خلال الحرب الباردة. كان أول صاروخ أمريكي يحمل رأسًا نوويًا مفعلًا، في اختبار الأسلحة في المحيط الهادئ عام 1958 هاردتراك تيك.
كان الصاروخ ردستون سليلًا مباشرًا للصاروخ الألماني في-2، والذي طُور في المقام الأول من قبل فريق من مهندسي الصواريخ الألمان الذين جُلبوا إلى الولايات المتحدة بعد الحرب العالمية الثانية. استخدم التصميم محركًا مطورًا من روكتداين والذي سمح للصاروخ الرأس النووي مارك 39بحمل 6,900 رطل (3,100 كـغ) ومركبة إعادة الدخول الخاصة به إلى مدى يبلغ حوالي 175 ميل (282 كـم) . كان المقاول الرئيسي لشركة ريدستون هو شركة كرايسلر.
أدى صاروخ ردستون إلى ظهور عائلة صواريخ ردستون التي شهدت العديد من الإنجازات الأولى في برنامج الفضاء الأمريكي، وأبرزها إطلاق أول رائد فضاء أمريكي. أُخرجت من الخدمة من قبل الجيش في عام 1964 ليحل محلها صاروخ إم جي إم-31 برشينج الذي يعمل بالوقود الصلب. استُخدمت الصواريخ الفائضة على نطاق واسع في مهمات الاختبار والإطلاقات الفضائية، بما في ذلك إرسال أول رجل أمريكي إلى الفضاء، وفي عام 1967 إطلاق أول قمر صناعي أسترالي.